# Lost Hours
Lost Hours ist eine 2013 gegründete Funeral-Doom-Band.

## Geschichte
Lost Hours ist eine weitestgehend anonyme Band. Alle Bandmitglieder treten nur unter Einzel-Initialen in Erscheinung. Die Band veröffentlicht ihre Musik ohne Interviews oder Werbetätigkeit. Lost Hours wurde von H. in Atlanta, Georgia als Soloprojekt gegründet und nachkommend zu einem Trio ausgebaut. Als Band trat Lost Hours alsdann in den Vereinigten Staaten sowie im Vereinigten Königreich auf. Derweil die sich als Straight-Edge-Doom beschreibende Band erste Veröffentlichungen im Selbstverlag herausgab, kooperierte die Band 2019 mit dem russischen Label Endless Winter zur Veröffentlichung von Two Masses to Celebrate the Vanity of the Divine. Das Album wurde international kaum beachtet, aber in den wenigen Besprechungen deutlich als „delikat“ und „ein Mörder-Doom-Album“ gelobt. Es folgten drei Download-Singles die im September 2022 unter dem Titel Faith‘s Reward als Album im Selbstverlag zusammengestellt als MC und Download veröffentlicht wurden. Dabei nahm die Band die Vinyl-Auflage von The Silence of the Perpetual Choir in Heaven zum Anlass für die Veröffentlichung.

## Stil
Jenseits der Selbstbeschreibung als Straight-Edge-Doom wird die von Lost Hours gespielte Musik dem Funeral Doom zugeordnet. Die Band behalte alle charakteristischen Merkmale des Genres bei, vermeide dabei jedoch die kompositorisch übliche „monolithische“ Monotonie des Funeral Dooms. Anstatt zyklischer Wiederholungen sei die Musik, „mit all ihrer Langsamkeit, Massivität und erbitterten Distanziertheit“ stetig in einer dynamischen Bewegung. Das Tempo variiere, die Gesangsstimmen stehen als Growling und Schreien im Wechsel zueinander und melodische Versatzstücke stehen mit stark verzerrtem Gitarrenspiel im Kontrast. Das Riffing wird als „zerschmetternd“ und der Schreigesang als „besessen“ beschrieben. Dabei gelänge es der Band in ihrer Musik „die richtigen Augenblicke zu betonen und zu akzentuieren“.

## Diskografie
- 2013: I (Download-Album, Selbstverlag)
- 2015: II (Download-Album, Selbstverlag)
- 2016: III (MC- und Download-Album, Selbstverlag)
- 2017: Lost Hours/RICHxEVANS (MC- und Download-Split-EP mit RICHxEVANS, Selbstverlag)
- 2018: IV: The Silence of the Perpetual Choir in Heaven (MC- und Download-Album, Selbstverlag; 2022: LP: Propitious Artifacts)
- 2019: Two Masses to Celebrate the Vanity of the Divine (Album, Endless Winter)
- 2022: Faith‘s Reward (Album, Selbstverlag)